# 戴维·普拉特
大衛·安德魯·柏列（英語：David Andrew Platt，1966年6月10日—）出生於英格蘭奧爾德姆，是前職業職業足球員，司職中場，曾效力多支英格蘭及義大利頂級球隊，踢法全面而具有後上入球能力。

## 球員生涯
早年的普拉特出身於曼联青训营，后自由转会至英格蘭小球會克魯，其後加盟阿士東維拉。在維拉期間憑著快速入球能力，於1989年入選了英格蘭。憑著他的穩定性，柏列入選了1990年世界杯英格蘭大軍，在十六強面對著比利時，在該埸賽事的最後一分鐘，柏列接應加斯居尼的長傳，再以一個不可思議的吊射取得了一個入球──柏列在國際賽中的首個入球，帶領英格蘭闖入8強，後來在準決賽中英格蘭不敵當屆冠軍德國。
世界杯後翌年柏列轉赴意甲加盟球會巴里，四年間共效力了三間球會，除巴里外還祖雲達斯和森多利亞。這時柏列在國家隊的表現亦漸走下坡，1992年歐洲國家杯他只入了一球，隨後更未能帶領英格蘭出席1994年世界杯。當泰利·雲拿保斯執掌英格蘭後，柏列亦只能擔任後備。
1995年他重返英國加盟阿仙奴，1996年歐洲國家杯後他退出國家隊，在1998年正式淡出。

## 退役生活
柏列於1999年加盟英格蘭球會諾定咸森林，除了是球員外還是領隊。柏列花了數百萬英鎊收購球員，可惜不但成績差劣，並為球會留下一大筆負債。而他部分球員不和也是公開的秘密。柏列還公開把這些球員踢落預備組，引來了內部不和，結果在2001年，柏列只好離開球會。
這時柏列被英格蘭足總委任為廿一歲以下國家隊領隊，曾成功帶領英格蘭闖入2002年歐洲青年錦標賽決賽週。2004年他退下火線，轉為廿一歲以下國家隊的公關顧問。

## 外部連結
- Photos and stats at sporting-heroes.net
- Statistics at soccerbase.com
- AFK Platt's Football Tactics Business